# 抗血清
抗血清(こうけっせい、英: antiserum)とはポリクローナル抗体を含む血清。抗血清は多くの疾病の受動免疫を伝達するために使用される。
過去のヒトの生存者からの受動抗体の導入はエボラ出血熱に対する唯一有効な治療法である。

## ポリクローナル抗体
ポリクローナル抗体とはヒトや動物に抗原を投与して得られる抗体分子群の総称である。また、モノクローナル抗体を複数組み合わせた薬剤もポリクローナル抗体と呼ばれる。
ウサギやヤギに対して免疫して作ることが多い。作られた抗体はウェスタンブロッティングや免疫染色などで、抗原の検出に用いられる。主に血清として回収されるため、抗血清とほぼ同義である。モノクローナル抗体と対比される概念で、複数の抗体産生細胞に由来する抗体群を表す言葉として、モノクローナル抗体の発明の後に広まった。抗原は一般に複数のエピトープを含むため、病原体の感染などにより自然の状態で生体に誘導される抗体は、すべてポリクローナル抗体である。複数の部位を認識するため、免疫沈降法においてはモノクローナル抗体よりも適しているが、非特異的吸着も起こりやすい。

## 血清療法
動物（馬など）に、毒素を無毒化・弱毒化した上で注射し、毒素に対する抗体を作らせる。血清療法は、この抗体を含む血清を、病気の治療や予防に用いる方法である。例えば、ニホンマムシやハブの毒素に対する抗体を、馬に作らせる。マムシ等による咬傷の際、この血清を患者に投与して治療する。ただし、馬血清はヒトにとって異物であるので、投与の際にはアナフィラキシー・ショックと遅延型アレルギーに対する十分な注意が必要である。
1925年アラスカでジフテリアが猛威を振るったとき、犬ぞりで血清を届けた話は有名（バルト参照）。

## 歴史
血清療法は、1890年12月4日に北里柴三郎とエミール・ベーリングが連名で論文「動物におけるジフテリアと破傷風の血清療法について」において、血清療法の発見を発表したことにより始まる。北里柴三郎は破傷風を、エミール・ベーリングはジフテリアを研究し、特にジフテリアの場合はエミール・ルーのジフテリア毒素の発見もあって血清療法の進展にとって画期的なものとなり、後の第1回ノーベル生理学・医学賞受賞に繋がった。ただし、ベーリングのジフテリア血清療法は、北里の破傷風血清療法を基にしたものであり、ベーリング本人も北里あっての受賞であることを認めている。
こうして生み出された血清療法だが、運用されていく上で効果が確実ではないことと副作用の存在が課題となった。血清療法の問題点は血清中に抗体以外の物質が多く存在し、副作用や効力を弱める因子となっていたことだった。そのため、血清中から抗体のみを抽出する方法が研究され、純度の高い免疫グロブリン製剤が生み出されるに至り、多くの問題点が改善された。しかし、それでも医療現場からはより純度の高い抗体が求められ、1953年に東北大学で開発されたハイブリドーマ技術によって、1970年代にモノクローナル抗体が発明される。モノクローナル抗体は動物由来の血清を使用しない点で特色があり、血清によらずして抗体を生産する手法は1990年代から実用化されていく。一方ではヒト化抗体の研究も進められており、特にエボラ出血熱では生存したヒトから取り出した抗体が使用された。